# Clavijo (Rioja)

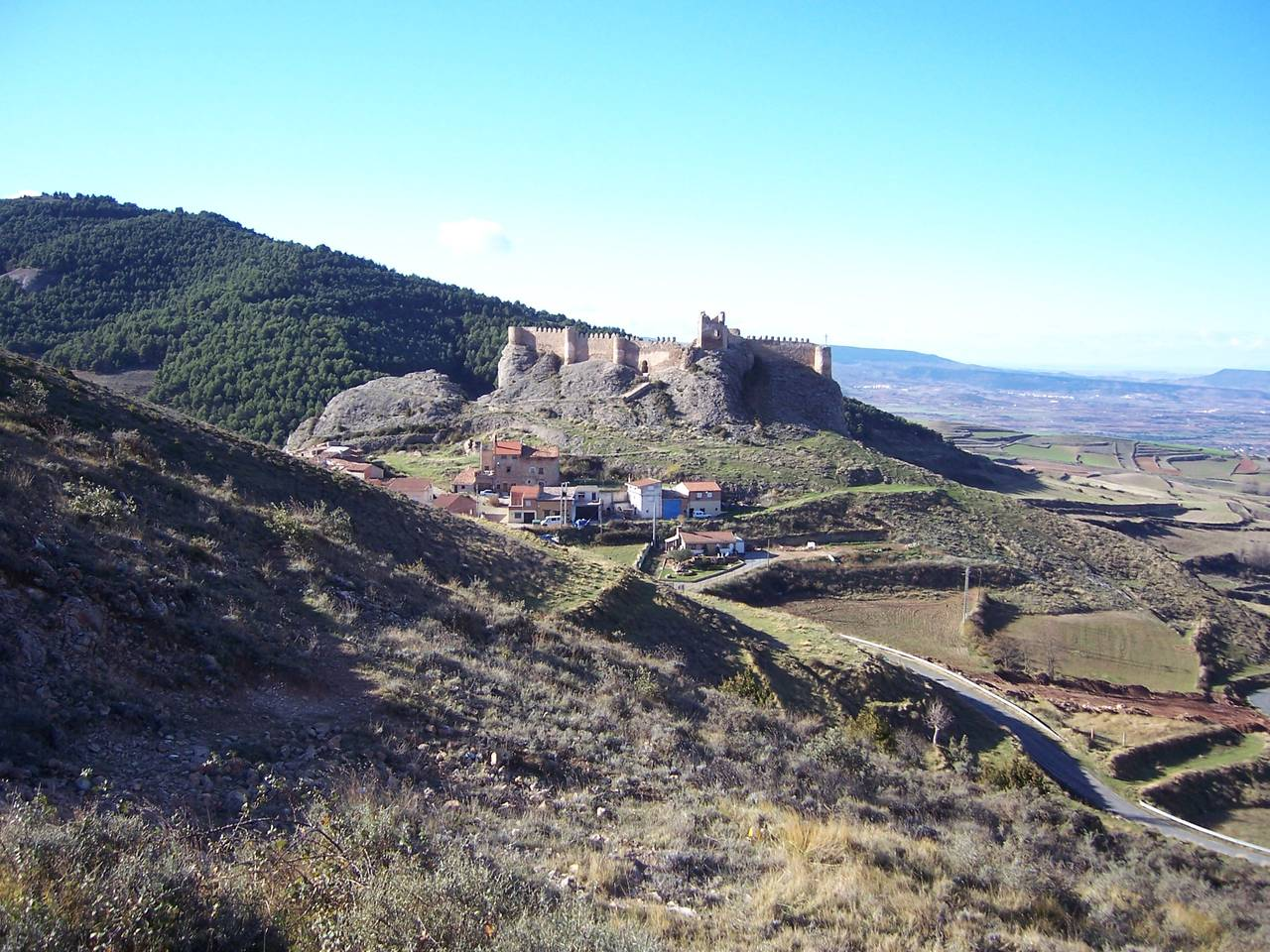
Teilansicht des Dorfes mit Burg

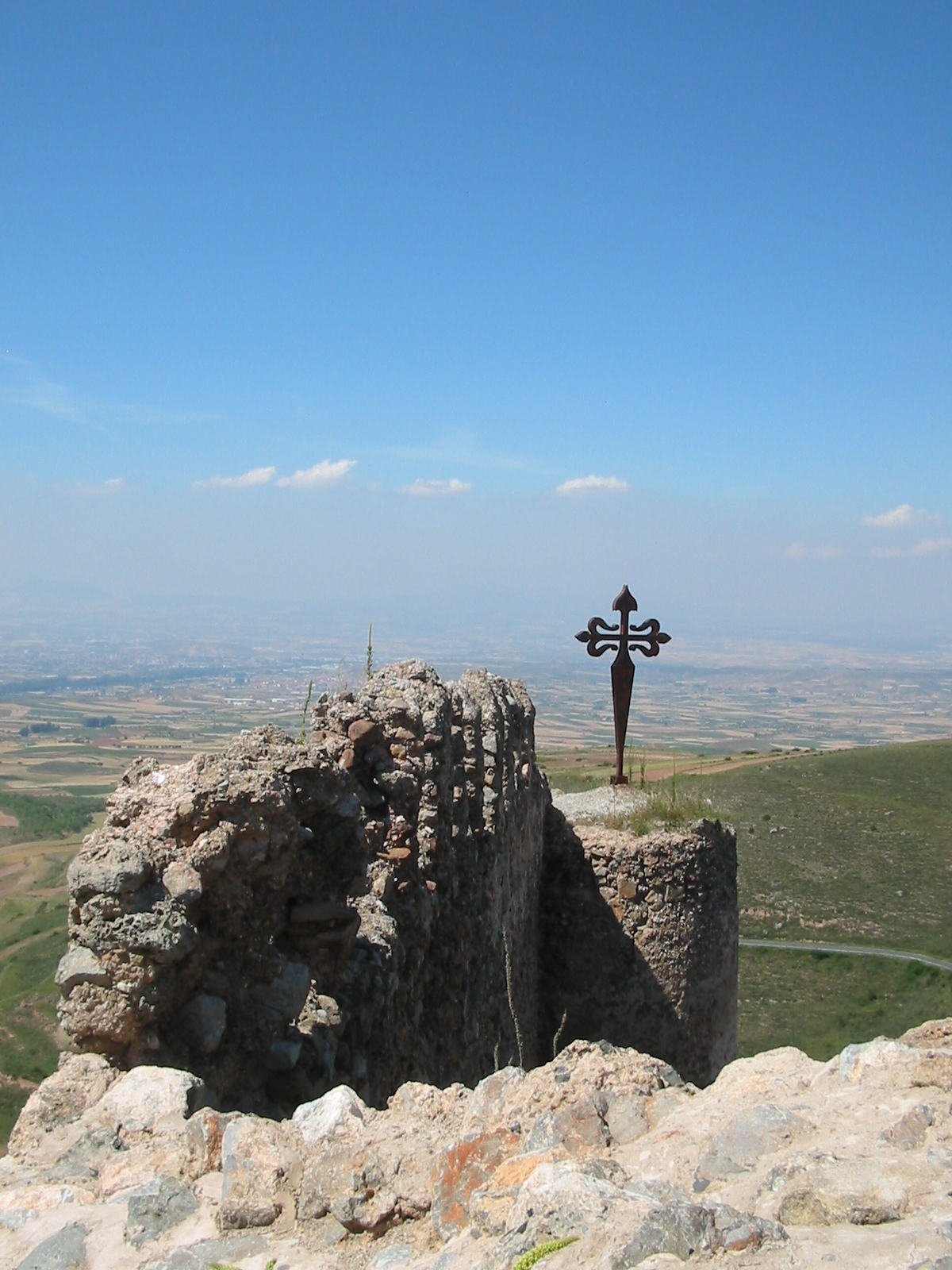
Jakobskreuz am Castillo de Clavijo

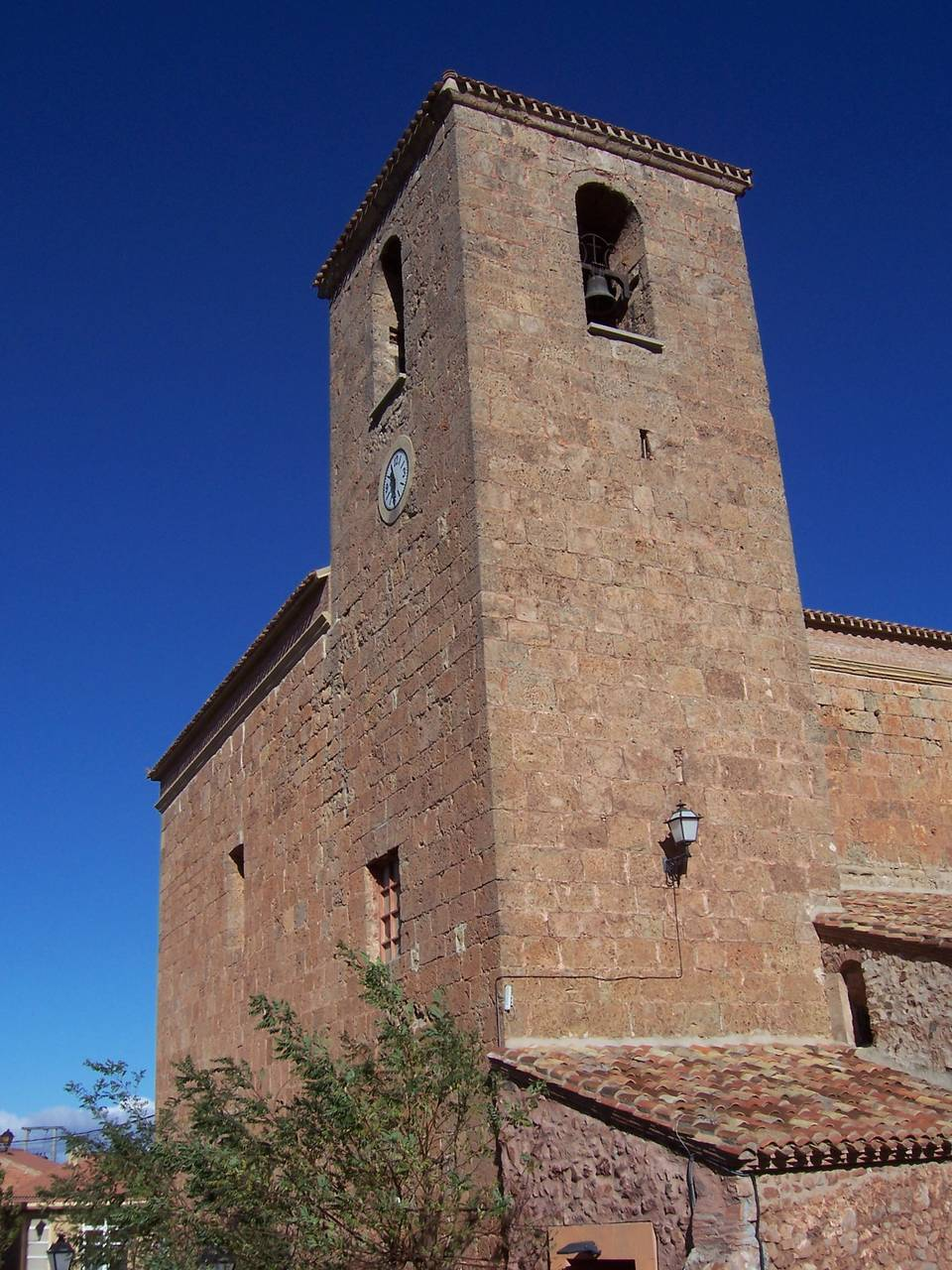
Pfarrkirche La Asunción

Clavijo ist ein Ort und eine Gemeinde (municipio) in der Autonomen Gemeinschaft La Rioja. Er liegt circa 16 Kilometer von Logroño entfernt.

## Geschichte
Nahe dem Ort soll 844 die Schlacht von Clavijo stattgefunden haben, für die die Legende besagt, dass Ramiro I. von Asturien dank des Eingreifens des Apostels Jakob über Abd ar-Rahman II. siegte. Diese heute bezweifelte Schlacht entfaltete in ihrer Zeit und den darauf folgenden Jahrhunderten eine große Wirkkraft, weil hier erstmals der Apostel Jakob persönlich in eine Schlacht der Reconquista eingegriffen hatte. Zahlreiche Darstellungen beziehen sich auf sie und stellen Jakob auf einem Schimmel mit erhobenem Schwert dar, zu seinen Füßen sterbende Mauren.
960 setzte García III. von Navarra den Grafen Fernán González im Castillo de Clavijo fest, nachdem er ihn in Cirueña hatte festnehmen können. Das Dorf taucht auch in einer Schenkungsurkunde auf, in der Fernán González dem Kloster San Millán de la Cogolla verschiedene Besitzungen zuspricht.
1033 schenkte Sancho III. Garcés von Navarra die Burg dem Kloster San Martín de Albelda. Es scheint zu dieser Zeit zwei Burgen gegeben zu haben, wovon eine möglicherweise zuungunsten der anderen erweitert wurde.
Für 1074 ist ein weiterer Besitzerwechsel bekannt, Sancho IV. Garcés von Navarra übergab das Kastell an Urraca Iñiguez, der es seinerseits 1085 dem Monasterio de San Prudencio de Monte Laturce spendete, damit dort für seine Seele gebetet würde.
Am 12. Februar 1285, schenkt Sancho IV. von Kastilien das Dorf samt Burg dem Stadtrat von Logroño. Ferdinand IV. von Kastilien änderte 1311 diese Schenkung zugunsten des Klosters San Martín de Albelda.
1396 übergab Diego López de Zúñiga das Dorf zusammen mit Baños de Río Tobía, Huércanos und Bobadilla seinem Sohn Iñigo Ortiz de Zúñiga. 1476 verkaufte Pedro de Zúñiga, ältester Sohn Diego López de Zúñigas den Ort an die Grafen von Aguilar für 400.000 Maravedís.

## Sehenswürdigkeiten
- Castillo de Clavijo

Die Burg wurde vor dem 10. Jahrhundert von den Mauren wegen der strategischen Lage errichtet: von hier aus lassen sich Tal und Wege entlang der Flüsse Leza und Iregua kontrollieren. 923 fiel sie an die christlichen Truppen unter Ordoño II. von León und Sancho I. von Navarra.
Am 3. Juni 1931 wurde sie zum Monumento Nacional (heute Bien de Interés Cultural) erklärt. 1969 wurde sie an die Provinz Logroño übertragen, die sie 1970 teilweise restaurieren ließ. Der Bergfried wurde 1999 unter der Leitung des Architekten Julio Sabrás restauriert.
Auf der Burg ist die schwertförmige Cruz de Santiago, das Jakobskreuz, angebracht, das Teil des riojanischen Wappens bildet.
- Kloster San Prudencio de Monte Laturce

- Real Basílica de Santiago

Diese, dem heiligen Jakob geweihte Ermitage befindet sich an einem Hang des Monte Laturce auf 945 m Höhe. -Sie wurde im 18. Jh. aus Naturstein und Ziegel errichtet und ersetzte eine frühere, durch König Ramiro erbaute Einsiedelei.
- Pfarrkirche La Asunción

Ein Natursteingebäude aus dem 16./17. Jahrhundert. 

## Wirtschaft
Die lokale Wirtschaft ist weitestgehend von der Landwirtschaft geprägt, daneben gibt es etwas Tourismus, außerdem trainiert am Westhang der Burg die Kletterschule von Clavijo, neben der von Arnedillo die wichtigste der Rioja.

## Lokale Feste
- 25. Juli, Jakobsfest: Prozession mit der Figur des Heiligen von der Iglesia de la Asunción bis zur Basílica de Santiago en Monte Laturce. Gleichzeitig wird von den Frauen des Dorfes eine Figur der Jungfrau Virgen de Tentudía mitgeführt. (Der Name bezieht sich auf die während der Schlacht von Clavijo an die Jungfrau Maria gerichtete Bitte, den Tag anzuhalten, damit länger Zeit bliebe, die Mauren zu besiegen.) Beide Figuren verbleiben in der Basilika bis zum 23. Mai des Folgejahres.
- 29. September: Patronatsfest Sankt Michael.